# Ulf Riebesell
Ulf Riebesell (* 15. října 1959) je německý mořský biolog a oceánograf. Je profesorem na univerzitě v Kielu. V roce 2010 vedl evropskou výzkumnou expedici do Arktidy.
V roce 2012 mu byla udělena cena Gottfrieda Wilhelma Leibnize.

## Dílo
- Entstehung von Partikelaggregaten und ihre Bedeutung im marinen System. (dizertace), Universität Bremen, Brémy 1991
- spoluautoři: Ingrid Zondervan, Björn Rost, Philippe D. Tortell, Richard E. Zeebe a Francois M. Morel: Reduced calcification of marine plankton in response to increased atmospheric CO2. v: Nature, Vol. 407, 21. září, S. 364–367 (2000)
- Effects of CO2 enrichment on marine phytoplankton. v: Journal of Oceanography 60, S. 719–729 (2004)